# Ilmtal
Ilmtal war eine Gemeinde im Ilm-Kreis (Thüringen). Sie wurde am 1. Juni 1996 aus den Gemeinden Dienstedt-Hettstedt, Ehrenstein, Großliebringen, Nahwinden, Niederwillingen und Singerberg gebildet. Namensgeber war der Fluss Ilm, der in südwest-nordöstlicher Richtung sechs von 21 Ortsteilen berührte. Das Gebiet der ehemaligen Gemeinde ist dünn besiedelt und landwirtschaftlich geprägt. Verwaltungssitz der Gemeinde war der Ort Griesheim.
Die Gemeinde wurde am 6. Juli 2018 aufgelöst und das Gebiet in die Stadt Stadtilm eingegliedert.

## Geografie

Lage der ehemaligen Gemeinde im Ilm-Kreis

Im Gemeindegebiet lebten 3731 Einwohner (Stand: 31. Dezember 2016) auf 102,92 km². Die Gemeinde Ilmtal lag U-förmig rings um die Stadt Stadtilm und ließ sich in vier Regionen unterteilen. Im Nordosten lagen die Orte Dienstedt, Oesteröda, Großhettstedt und Kleinhettstedt im Tal der Ilm. Sie bildeten die frühere Gemeinde Dienstedt-Hettstedt. Im Südosten lag die Deube-Region, benannt nach dem kleinen Fluss Deube mit den Dörfern Großliebringen, Kleinliebringen, Nahwinden, Ehrenstein und Döllstedt. Der südwestliche Gemeindeteil rund um den Singer Berg beheimatete die Orte Geilsdorf, Gösselborn, Singen, Dörnfeld an der Ilm, Cottendorf, Traßdorf, Griesheim und Hammersfeld, die die frühere Gemeinde Singerberg bildeten. Im Nordwesten lag die ehemalige Gemeinde Niederwillingen mit den Dörfern Niederwillingen, Oberwillingen, Behringen und Hohes Kreuz im Tal der Wipfra, die kein Nebenfluss der Ilm ist. Sie fließt zur Gera und liegt somit im Wassereinzugsgebiet der Unstrut.
Der niedrigste Punkt der Gemeinde lag in knapp über 300 Metern Höhe im Ilmtal bei Dienstedt. Der höchste Punkt war der 583 Meter hohe Singer Berg, der auch der bedeutendste Naturraum der Gemeinde war. Dort hat sich eine einzigartige Kalkstein-Trockenflora und -fauna entwickelt. Außerdem befinden sich hier steile Felswände und Klippen. Auf dem Singer Berg sind Pflanzen wie beispielsweise der Wacholder und die Schwarzkiefer heimisch.
Weitere Berge im Gemeindegebiet waren der Große Kalmberg (547 Meter) im Osten, der zu DDR-Zeiten militärisch genutzt wurde, der 545 Meter hohe Herrenberg zwischen Gösselborn und Kleinliebringen, der Willinger Berg (502 Meter) bei Oberwillingen und die Bergkette zwischen Großliebringen und Stadtilm, die etwa fünf Kilometer lang und bis zu 526 Meter hoch ist. Die meisten Berge zählen, wie auch ein Großteil der Gemeindefläche zur Ilm-Saale-Platte (Muschelkalk und Buntsandstein). Die Wälder befinden sich größtenteils auf den genannten Bergen und setzen sich aus Fichten, Kiefern und einigen wenigen Laubbäumen zusammen. Die großen ebenen Flächen entlang der Flüsse Ilm, Wipfra und Deube sind unbewaldet und werden landwirtschaftlich genutzt.
Die Ortsteile sind alle relativ kleine Agrardörfer mit 70 bis 570 (Niederwillingen) Einwohnern.

### Nachbargemeinden
Im Uhrzeigersinn, beginnend im Norden: Bösleben-Wüllersleben – Stadtilm – Witzleben – Kranichfeld – Remda-Teichel – Königsee-Rottenbach – Wolfsberg – Wipfratal

### Gemeindegliederung
Die 21 Ortsteile der Gemeinde waren (in alphabetischer Reihenfolge; Einwohneranzahl am 30. April 2016 in Klammern):
| - Behringen (222) - Cottendorf (99) - Dienstedt (437) - Döllstedt (66) - Dörnfeld an der Ilm (166) - Ehrenstein (128) - Geilsdorf (89) - Gösselborn (91) | - Griesheim (261) - Großhettstedt (139) - Großliebringen (303) - Hammersfeld (97) - Hohes Kreuz (17) - Kleinhettstedt (88) - Kleinliebringen (122) | - Nahwinden (64) - Niederwillingen (637) - Oberwillingen (129) - Oesteröda (50) - Singen (348) - Traßdorf (199) |

## Geschichte

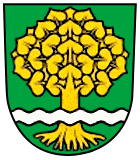
Wappen der ehemaligen Gemeinde

Die Gemeinde Ilmtal wurde am 1. Juni 1996 gebildet. Historisch gesehen gehört das Gebiet größtenteils zur Grafschaft Schwarzburg und zum Einflussbereich der Stadt Stadtilm. Bis 1920 existierte in Thüringen die Kleinstaaterei. Bis dahin gehörten die meisten Dörfer zum Amt Stadtilm im Fürstentum Schwarzburg-Rudolstadt. Dienstedt gehörte zu Sachsen-Weimar-Eisenach, Traßdorf zu Sachsen-Coburg und Gotha und die drei Dörfer im Wipfratal zu Schwarzburg-Sondershausen. Nach der Gründung Thüringens kamen die Orte zum Landkreis Arnstadt, Oesteröda kam als einziges zum Landkreis Rudolstadt.
1952 wurde der Landkreis Arnstadt aufgelöst und das Gemeindegebiet kam zum neu gebildeten – verkleinerten – Kreis Arnstadt im Bezirk Erfurt. Obwohl die Orte im Südwesten nur knapp zehn Kilometer von Ilmenau entfernt liegen, beschloss man dennoch, sie dem Kreis Arnstadt zuzuordnen, da sie mit ihrer landwirtschaftlichen Struktur besser zu diesem Kreis als zum industriell geprägten Kreis Ilmenau passten. 1994 wurden die Kreise Arnstadt und Ilmenau zum neuen Ilm-Kreis zusammengelegt, dem die Gemeinde heute angehört.
Am 6. Juli 2018 wurde die Gemeinde Ilmtal in die Stadt Stadtilm eingegliedert.
Einwohnerentwicklung
Bedingt durch Suburbanisationseffekte umliegender Städte stieg die Einwohnerzahl der Gemeinde in den 1990er-Jahren an. Seitdem fällt sie, dem allgemeinen Trend entsprechend, wieder langsam ab.
| Jahr | Einwohner |
| ---- | --------- |
| 1939 | 4404      |
| 1994 | 4096      |
| 1995 | 4164      |
| 1996 | 4205      |
| 1997 | 4217      |
| 1998 | 4273      |
| 1999 | 4324      |
| 2000 | 4301      |

| Jahr | Einwohner |
| ---- | --------- |
| 2001 | 4289      |
| 2002 | 4254      |
| 2003 | 4210      |
| 2004 | 4144      |
| 2005 | 4107      |
| 2006 | 4048      |
| 2007 | 3993      |
| 2008 | 3964      |

| Jahr | Einwohner |
| ---- | --------- |
| 2009 | 3939      |
| 2010 | 3925      |
| 2011 | 3881      |
| 2012 | 3866      |
| 2013 | 3803      |
| 2014 | 3790      |
| 2015 | 3822      |
| 2016 | 3731      |

Datenquelle ab 1994: Thüringer Landesamt für Statistik

## Politik
Die  Kommunalwahl am 25. Mai 2014 in Ilmtal führte zu folgendem Ergebnis für die Zusammensetzung des Gemeinderats:
| Wahlvorschlag      | Stimmenanteil | Sitze |
| ------------------ | ------------- | ----- |
| CDU-Ilmtal         | 41,2 %        | 7     |
| Niederwillinger WG | 35,1 %        | 6     |
| FWG Singer Berg    | 14,6 %        | 2     |
| FWG Deube          | 09,2 %        | 1     |

Der ehrenamtlich tätige Bürgermeister Peer Schulze (WG Niederwillingen)	wurde bei der Kommunalwahl 2014 mit 50,8 % der gültigen Stimmen gewählt.

## Kultur und Sehenswürdigkeiten

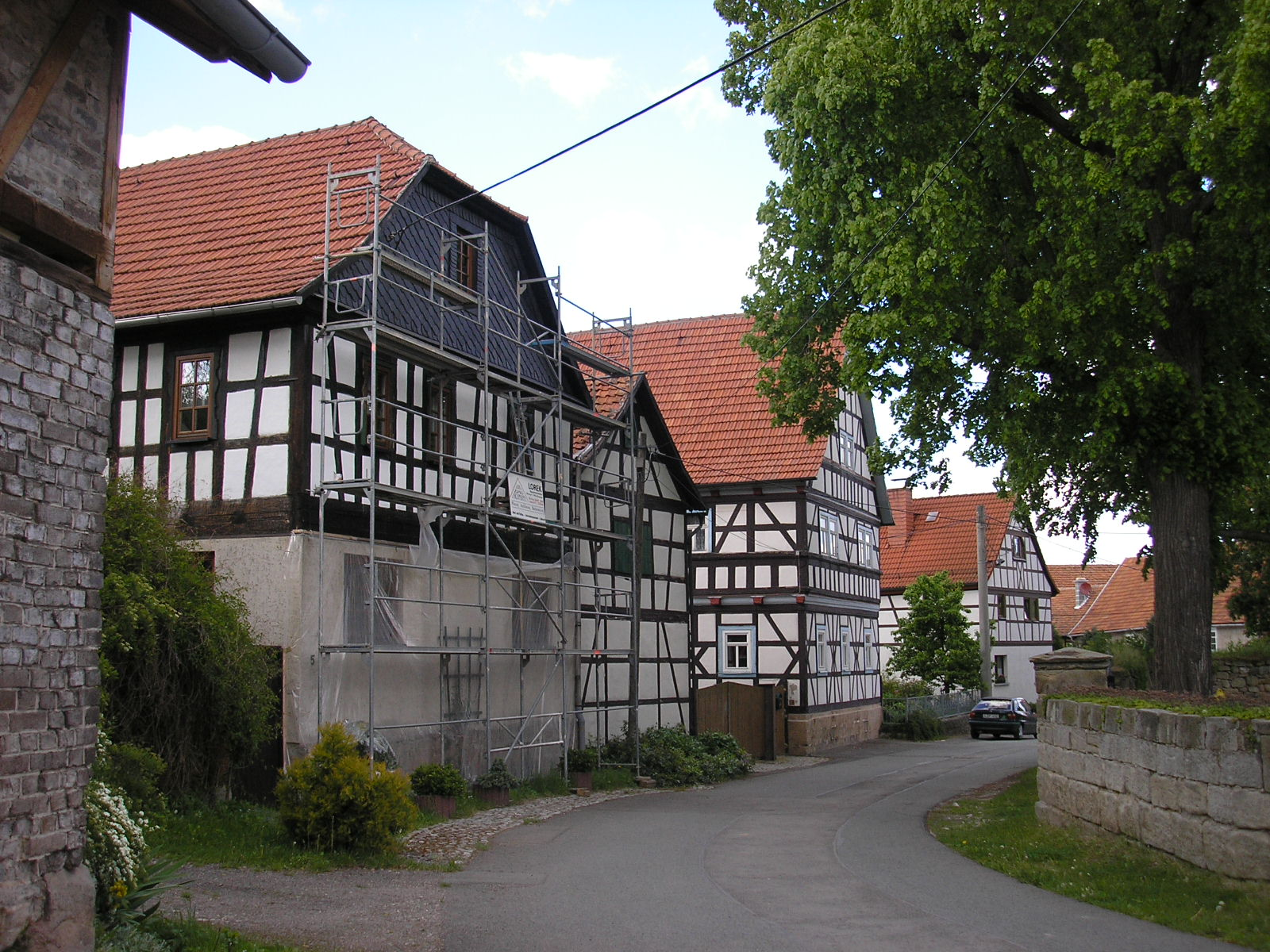
Fachwerkhäuser in Gösselborn

Die Kultur der Gemeinde wird maßgeblich von den Vereinen der einzelnen Dörfer geprägt. Sie organisieren Feste und Veranstaltungen in der Region.
Sehenswert sind, neben den 18 teils vorbildlich restaurierten Dorfkirchen, die Brauerei Schmitt, die Burg Ehrenstein, die Karsthöhle Dienstedt, die Senfmühle Kleinhettstedt, die Saline bei Dörnfeld, der Singer Berg mit seiner besonderen Flora und Fauna, das Tunnelmuseum Niederwillingen, die Wasserburg Großliebringen, der Oberwillinger Spring und zahlreiche Fachwerkgehöfte in Großhettstedt und Gösselborn.
Ein Gedenkstein an der Hauptstraße von Nahwinden erinnert an 57 KZ-Häftlinge, die bei einem durch die Ortschaften der Gemeinde führenden Todesmarsch des KZ Buchenwald im April 1945 starben und auf den Friedhöfen der Ortsteile begraben sind.

## Wirtschaft und Infrastruktur
Die Wirtschaft der Gemeinde Ilmtal war von Ackerbau und Viehzucht geprägt. Industrie gibt es praktisch keine, sodass die meisten Menschen Berufspendler sind und beispielsweise in Stadtilm arbeiten. Bei Dörnfeld liegen einige Salinen, in denen früher Salz gefördert wurde. Heute sind sie als technisches Denkmal zugänglich.

## Verkehr
Wichtigste Verkehrsader der Gemeinde war die Bundesstraße 87 Ilmenau–Weimar, die im Wesentlichen dem Lauf der Ilm folgt. Die nächstgelegene Autobahnanschlussstelle der Autobahn A 71 ist Stadtilm. Die Bundesstraße 90 führt nach Rudolstadt. Weitere Straßen führen nach Arnstadt, nach Rottenbach, nach Remda, nach Gräfinau-Angstedt sowie in die Orte des oberen Wipfratals.
Die Ortsteile Niederwillingen und Singen besitzen Haltepunkte der Bahnstrecke Arnstadt–Saalfeld.
Entlang der Ilm verläuft durch die Gemeinde auch der Ilmtal-Radweg.